# Generic Mapping Tools
Pour les articles homonymes, voir GMT (homonymie).
Generic Mapping Tools (GMT) est un logiciel de création de cartes géologiques, géographiques et des diagrammes pour les systèmes d'exploitation Unix, Linux, Macintosh et Windows. Il est distribué sous licence GNU GPL. Il permet de manipuler des données raster en deux dimensions et d'y superposer des données vectorielles comme les traits de côtes, les frontières, ou certains lieux. Ces différentes données sont directement connectées à GMT, mais l'utilisateur peut y importer des données extérieures. Le logiciel s'utilise principalement en lignes de commandes, même s'il existe quelques interfaces graphiques.
GMT a été développé dès 1988 par Paul Wessel et H. F. Smith au Lamont-Doherty Earth Observatory, de l'Université Columbia aux États-Unis. Le logiciel a été publié sous licence GNU/GPL le 7 octobre 1991. Originellement, GMT est l'acronyme de Gravité, Magnétisme et Topographie, trois domaines importants de la géophysique. Ce logiciel est en effet essentiellement utilisé dans les géosciences.